# The Sweetest Condition
The Sweetest Condition este o piesă a formației britanice Depeche Mode. Piesa a apărut pe albumul Exciter, în 2001.